# جاذبية مضادة

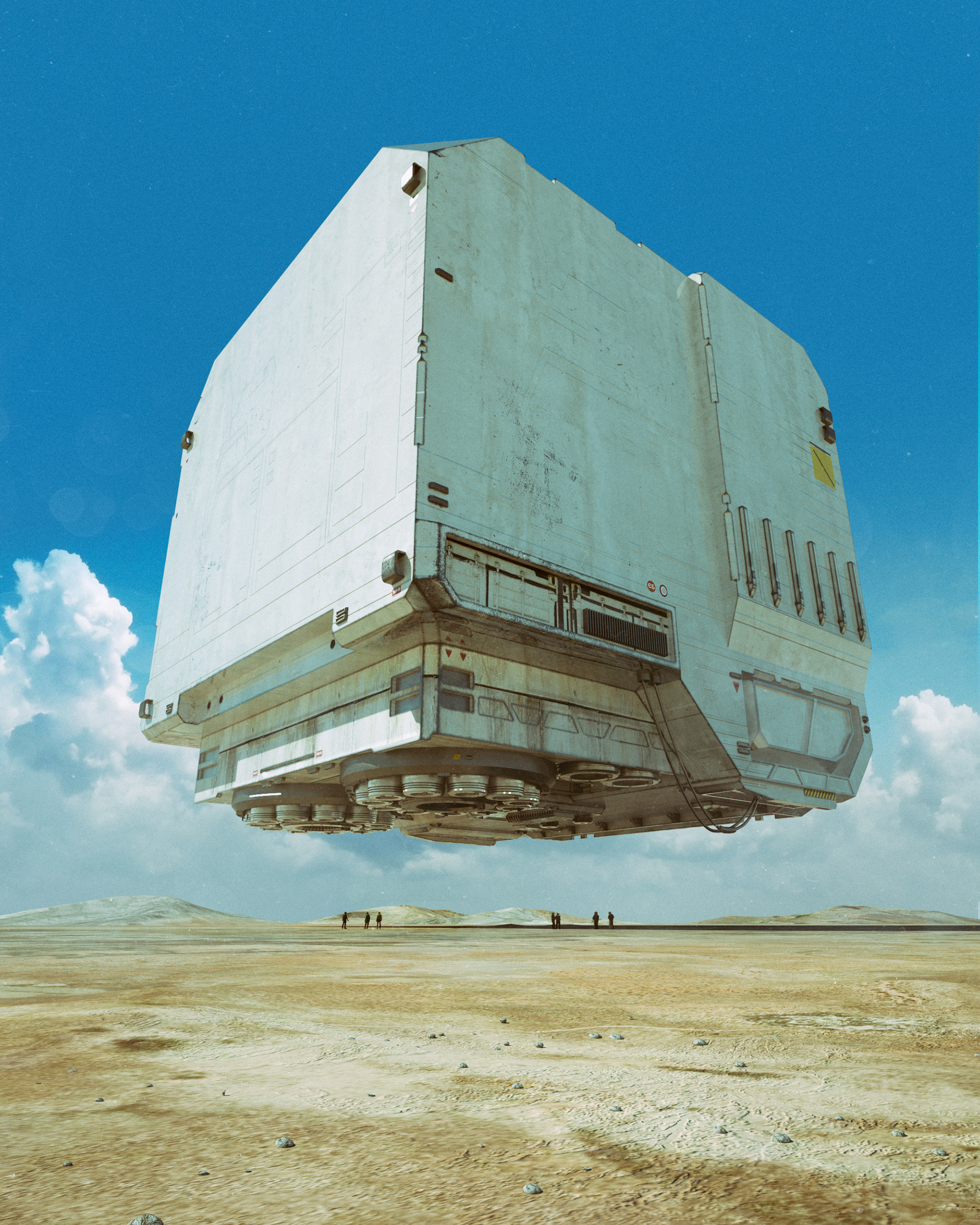

الجاذبية المضادة أو الثقالة المضادة (بالإنجليزية: anti-gravity)‏ هي فكرة عن خلق مكان أو موضع لا يتأثر بقوى الجاذبية. هي لا تشير إلى عدم وجود وزن تحت تأثير الجاذبية في السقوط الحر أو في مدار، ولا لتحقيق توازن بين قوة الجاذبية مع بعض قوى أخرى، مثل القوة الكهرومغناطيسية أو الرفع الهوائي. الجاذبية المضادة هي مفهوم متكرر في الخيال العلمي، ولا سيما في سياق دفع مركبة فضائية. ومن الأمثلة على ذلك قصة الخيال العلمي أوائل الرجال على القمر لروائي هربرت جورج ويلز.
في قانون الجذب العام لنيوتن، اعتبرت الجاذبية قوة خارجية تنتقل بوسيلة غير معروفة. وفي القرن العشرين، تم استبدال نموذج نيوتن بنظرية النسبية العامة حيث الجاذبية ليست قوة ولكنها نتيجة هندسة الزمكان. في ظل النسبية العامة، فإن الجاذبية المضادة مستحيلة إلا في ظل ظروف خاصة مفتعلة.
 وقد افترض علماء فيزياء الكم وجود «جزيئات الجاذبية» (جرافتون)، جسيم أولي أو مجموعة من الجسيمات الأولية عديمة الكتلة تقوم بنقل القوة، وإمكانية خلق أو تدمير هذه الجزيئات غير واضح.
«الجاذبية المضادة» كثيرا ما تستخدم بالعامية للإشارة إلى الأجهزة التي تبدو كما لو أنها تعكس الجاذبية على الرغم من أنها تعمل من خلال وسائل أخرى، مثل الطائرات ذات الدفع الأيوني، التي تطير في الهواء عن طريق تحريك الهواء بالمجال الكهرومغناطيسي.

## حلول افتراضية

### دروع الجاذبية
في عام 1948 رجل الأعمال الناجح روجر بابسون (مؤسس كلية بابسون) أسس مؤسسة أبحاث الجاذبية لدراسة الطرق التي يمكن أن تحد من آثار الجاذبية. وكانت جهودهم في البداية إلى حد ما «فوضوية»، ولكنهم كانوا يعقدون مؤتمرات من حين لآخر استقطبت أشخاصا مثل كلارنس بيردسي المعروف بمنتجاته الغذائية المجمدة إيغور سيكورسكي، مخترع المروحية. وبمرور الوقت حوَّلت المؤسسة انتباهها بعيدا عن محاولة السيطرة على الجاذبية إلي فهمها على نحو أفضل. اختفت المؤسسة تقريبا بعد وفاة بابسون عام 1967. ومع ذلك، فإنها لا تزال تدير جائزة المقال (essay award)، وتقدم جوائز تصل إلى 5000 دولار. اعتبارا من عام 2013، لا تزال تدار في بلدة ويسلي في ولاية ماساتشوستس عن طريق «جورج ريدوت الابن»، نجل المدير الأصلي للمؤسسة. ومن بين الفائزين في عالم الفيزياء الفلكية في كاليفورنيا جورج فيتزجيرالد سموت الثالث، الذي فاز لاحقا بجائزة نوبل في الفيزياء عام 2006.

### أبحاث النسبية العامة في الخمسينيات
قدمت نظرية النسبية العامة في العقد الثاني من القرن العشرين مجالا للبحث في مجال الجاذبية المضادة ، ولكن تطور النظرية تباطأ إلى حد كبير بسبب عدم وجود الأدوات الرياضية المناسبة. على الرغم من أنه يبدو أن الجاذبية المضادة محظورة في إطار نظرية النسبية العامة كان هناك عدد من الجهود لدراسة حلول ممكنة تسمح بتأثير نوع من الجاذبية المضادة.
ويزعم أن سلاح الجو الأمريكي أيضاً أدار دراسة ما بين 1950s و1960s. الكولونيل السابق «أنسل تالبرت» كتب سلسلتين من مقالات في الصحف مدعيا أن معظم شركات الطيران الكبرى قد بدأت أبحاث في تحكم دفع الجاذبية في 1950s. ومع ذلك، هناك القليل من التأكيد الخارجي لهذه القصص، ونظرا لأنها أُجريت في خضم فترة «السياسة بالبيان الصحفي»، أنه ليس من الواضح كم من الاهتمام يجب أن تُعطى هذه القصص. 
ومن المعروف أنه كانت هناك جهودا جادة جارية في شركة «جلين مارتن» حيث بدأ العاملون في معهد البحوث للدراسات المتقدمة. أعلنت الصحف الكبرى العقد الذي أحرز بين الفيزيائي النظري «بوركهارد هايم» وشركة «جلين مارتين». جهد آخر في القطاع الخاص لإتقان فهم الجاذبية كان إنشاء معهد لفيزياء المجال، «جامعة نورث كارولينا» في «تشابل هيل» في عام 1956، من قبل أمين مؤسسة أبحاث الجاذبية «اغنيو باهنسون».
تم إنهاء الدعم العسكري لمشروعات الجاذبية المضادة بموجب «تعديل مانسفيلد» لعام 1973، التي قيدت وزارة الدفاع إلى الإنفاق فقط على مجالات البحث العلمي ذو التطبيقات العسكرية الصريحة. صدر التعديل مانسفيلد خصيصا لإنهاء مشاريع طويلة الامد التي ليس لديها ما تظهره نتيجة ايجابية لجهودهم.
تحت نظرية النسبية العامة، الجاذبية هي نتيجة لاتباع الهندسة المكانية (التغيير في الشكل الطبيعي للفضاء) التي تسببها طاقة الكتلة المحلية. وتقول هذه النظرية أن الشكل المتغير للفضاء، المشوه من قبل أجسام ضخمة، هو الذي يسبب الجاذبية، التي هي في الواقع خاصية للفضاء المشوه بدلا من أن تكون قوة حقيقية. على الرغم من أن المعادلات لا يمكن أن تنتج عادة «هندسة سلبية»، من الممكن القيام بذلك باستخدام «الكتلة السلبية».  نفس المعادلات، من أنفسهم، لا يستبعدوا وجود كتلة سلبية
ويبدو أن كلا النسبية العامة والجاذبية النيوتونية تتنبأن بأن كتلة سلبية سوف تنتج حقل جاذبية يصد الحقل الأساس. على وجه الخصوص، اقترح السير «هيرمان بوندي» في عام 1957 أن كتلة الجاذبية السلبية، جنبا إلى جنب مع كتلة القصور الذاتي السلبية، يتطابقوا مع مبدأ التكافؤ القوي لنظرية النسبية العامة وقوانين نيوتن للحفاظ على الزخم الخطي والطاقة. دليل بوندي أسفر حلول خالية من التفرد لمعادلات النسبية. [16] في يوليو 1988، قدم «روبرت فورورد» ورقة في مؤتمر الدفع المشترك AIAA / ASME / SAE / ASEE 24 التي اقترحتت نظام دفع قائم علي كتلة الجاذبية السلبية لبوندي.
وأشار بوندي إلى أن الكتلة السالبة سوف تسقط باتجاه (وليس بعيدًا عن) المادة "العادية"، لأنه على الرغم من أن قوة الجاذبية تنافرية، فإن الكتلة السالبة (وفقًا لقانون نيوتن، F=ma) تستجيب بالتسارع في عكس اتجاه المادة "العادية". اتجاه القوة. من ناحية أخرى، فإن الكتلة الطبيعية سوف تسقط بعيدًا عن المادة السلبية. وأشار إلى أن كتلتين متطابقتين، واحدة موجبة والأخرى سالبة، موضوعتين بالقرب من بعضهما البعض سوف تتسارعان ذاتيًا في اتجاه الخط بينهما، مع مطاردة الكتلة السالبة للكتلة الموجبة. لاحظ أنه نظرًا لأن الكتلة السالبة تكتسب طاقة حركية سالبة، فإن الطاقة الإجمالية للكتل المتسارعة تظل عند الصفر. وأشار فورورد إلى أن تأثير التسارع الذاتي يرجع إلى كتلة القصور الذاتي السلبية، ويمكن رؤيته مستحثًا دون قوى الجاذبية بين الجسيمين.
النموذج القياسي لفيزياء الجسيمات، الذي يصف جميع أشكال معروفة في الوقت الحاضر من المسألة، لا يشمل كتلة سلبية. على الرغم من أن قد تتكون المادة المظلمة الكونية من الجسيمات خارج النموذج القياسي طبيعتها غير معروف، وكتلتها المعروفة ظاهريا - منذ كانوا المفترضة من آثار الجاذبية على الأشياء المحيطة بها، وهو ما يعني ضمنا كتلتها إيجابية. الطاقة المظلمة الكونية المقترحة، من ناحية أخرى، أكثر تعقيدا، إذ وفقا لنظرية النسبية العامة لآثار كل من كثافة الطاقة والضغط السلبي تساهم في تأثيره الجاذبية 

### . القوة الخامسة
تحت النسبية العامة أي شكل من أشكال الأزواج الطاقة مع الزمكان لإنشاء الأشكال الهندسية التي تسبب خطورة. كان السؤال منذ فترة طويلة أم لا هذه المعادلات نفسها تطبق على المادة المضادة. واعتبرت القضية حلها في عام 1960 مع تطور CPT التماثل، والتي أظهرت أن المادة المضادة يتبع نفس قوانين الفيزياء ومسألة «عادية»، وبالتالي لديه محتوى الطاقة الإيجابية وأيضا تسبب (ويتفاعل مع) خطورة مثل مسألة طبيعية (انظر تفاعل الجاذبية من المادة المضادة) 
).
لكثير من الربع الأخير من القرن 20th، كان المجتمع الفيزياء تشارك في محاولات لإنتاج نظرية المجال الموحد، وهي نظرية فيزيائية واحدة أن يفسر أربع قوى أساسية هي: الجاذبية، الكهرومغناطيسية، والقوى النووية القوية والضعيفة. وحقق العلماء تقدما في توحيد القوات الكم ثلاثة. [20]
 ولكن ظلت الخطورة «مشكلة» في كل محاولة. لم يمنع هذا أي عدد من هذه المحاولات التي تبذل من، ولكن. عموما حاولت هذه المحاولات ل«تكمم الجاذبية» من خلال افتراض جسيم، وgraviton، التي تحمل الثقل في بنفس الطريقة التي الفوتون الصورة (الضوء) تحمل الكهرومغناطيسية. فشلت محاولات بسيطة على طول هذا الاتجاه كل شيء، ومع ذلك، مما يؤدي إلى أمثلة أكثر تعقيدا التي حاولت تفسير هذه المشاكل. اثنين من هؤلاء، التناظر الفائق وجاذبية فائقة النسبية ذات الصلة، والمطلوبة على حد سواء وجود ضعف للغاية «القوة الخامسة» يحملها graviphoton، الذي يقترن معا عدة في نظرية الحقل الكمومي، بطريقة منظمة. كأثر جانبي، كلتا النظريتين أيضا جميع ولكن يلزم أن المادة المضادة تتأثر هذه القوة الخامسة بطريقة مشابهة لمكافحة خطورة، يملي التنافر بعيدا عن الكتلة. أجريت العديد من التجارب للخروج في 1990s لقياس هذا التأثير، ولكن لا شيء تحقق نتائج إيجابية
 في عام 2013 بدا CERN لتأثير مضاد الجاذبية في تجربة تهدف إلى دراسة مستويات الطاقة داخل الهيدروجين المضاد 

### النسبية العامة و«مركبة الالتواء»
هناك حلول لمعادلات مجال النسبية العامة التي تصف المحرك الزمكاني (محرك الالتواء) (مثل مشغل الكيوبير) والثقوب الدودية المستقرة. هذا في حد ليس ذو أهمية، بما أن أي هندسة زمكان هي الحل للمعادلات المجالية لبعض أشكال مجال موتر جهد-الطاقة.النسبية العامة لا تقيد هندسة الزمكان ما لم يتم وضع قيود خارجية على موتر جهد الطاقة.هندسة محرك الالتواء والعبور بالثقوب الدودية تتشابه في معظم المناطق، ولكنها تتطلب مناطق المادة الغريبة. وبالتالي تم استبعادها كحلول إذا موتر جهد-الطاقة يقتصر على أشكال معروفة من المادة. المادة المظلمة والطاقة المظلمة ليست مفهومة بما فيه الكفاية في الوقت الحاضر لعمل ببيانات عامة بشأن إمكانية تطبيقها على محرك الالتواء.

### انطلاقة جديدة في فيزياء الدفع
خلال نهاية القرن العشرين قدمت ناسا تمويل لبرنامج انطلاقة جديدة في فيزياء الدفع من عام 1996 حتى عام 2002. درس هذا البرنامج عددا من تصاميم الدفع الفضائي البعيد التي لم تحصل على التمويل من خلال القنوات التعليمية أو التجارية.. المفاهيم المشابة للجاذبية المضادة فحصت تحت اسم «المحرك القطري». واستمر عمل برنامج انطلاقة جديدة في فيزياء الدفع بدعم من المؤسسة المستقلة تاو زيرو.

## مطالبات التجريبية والجهود التجارية
كانت هناك عدة محاولات لبناء أجهزة مضادة للجاذبية، وعدد قليل من التقارير من آثار الجاذبية المضادة تشبه في الأدبيات العلمية. يتم قبول أي من الأمثلة التالية كأمثلة استنساخه معاداة الجاذبية

### أجهزة الجايروسكوب
الجيروسكوبات تنتج قوة تعمل «خارج المستوى» عند دورانها وتبدو كأنها ترتفع ضد الجاذبية. على الرغم من أن هذه القوة وهمية ومفهومة جيدا، حتى في ظل نماذج نيوتن. على الرغم من هذا نتجت إدعاءات عديدة حول الأجهزة المضادة للجاذبية وعدد من الأجهزة المسجلة. لم يبرهن أي من هذه الأجهزة عملة في ظل ظروف خاضعة للرقابة، وكثيرا ما أصبحت موضوع نظريات المؤامرة نتيجة لذلك. ومن الأمثلة الشهيرة على ذلك الأستاذ إريك لايثوايت من كلية لندن الإمبراطورية، في خطابة حول الجيروسكوبات في عام 1974 في المعهد الملكي.
ويظهر مثال آخر «لجهاز مغزلي» في سلسلة من براءات اختراع ممنوحة لهنري والاس بين عامي 1968 و 1974. وتتألف أجهزته من أقراص غزل سريعة من النحاس الأصفر، وهي مادة تتكون بصورة عامة من عناصر ذات مجموع غزل نووي نصف تام .وادعى أنه عن طريق الغزل السريع لقرص من هذه المواد، يتراصف الغزل النووي ويخلق مجال جاذبية مغناطيسي بطريقة مماثلة للمجال المغناطيسي الذي ينشئ بفعل أثر بارنيت. لايوجد اختبار مستقل أو أثبات عام معروف لهذه الأجهزة .
في عام 1989، أفادت التقارير أن الوزن ينخفض على طول المحور الرأسي لجيروسكوب يميني الغزل . ولقد اوضحت نتائج الاختبار بعد عام عن بطلان هذه الادعاء. وقدمت توصية بإجراء المزيد من التجارب في مؤتمر المعهد الأمريكي للفيزياء عام 1999.

### جاذب توماس تاونسند براون
في عام 1921، بينما كان لا يزال في المدرسة الثانوية، أكتشف توماس تاونسند براون أن أنبوب كوليدج (أنبوب كروكس محسن بواسطة ويليام كوليدج في عام . 1913) لة جهد عالي يبدو أنة يغير الكتلة استنادا إلى توجـيه على كفة الميزان. خلال عقد 1920 طور بروان هذا الجهاز إلى أجهزة تجمع بين الفولتية العالية مع مواد عازلة (مكثفات كبيرة)؛ وسمى هذا الجهاز «الجاذب (gravitator)». وتقدم براون إلى المراقبين وفي وسائل الإعلام مدعيا أن تجاربه كانت تظهر آثارا مضادة للجاذبية. وسيواصل براون عمله في السنوات التالية منتجا سلسلة أجهزة ذات جهد عالي في محاولات لبيع أفكاره لشركات الطائران والجيش. وصاغ تسميات أثر بيفيلد-براون والكهروجاذبية (Electrogravitics) بالتزامن مع أجهزته.أختبر براون مكثفاتة الغير متناظرة في الفراغ، على افتراض أنها لم تكن أكثر قربا إلى تأثير الكهروديناميكية الارضي الناتج عن تيار أيون عالي الجهد في الهواء.
إن الكهروجاذبية موضوع شائع في علم الأجسام الغامضة، والجاذبية المضادة، ونظرية مؤامرة قمع الطاقة المجانية، مع نظريات المؤامرة الحكومية والمواقع ذات الصلة، في الكتب والمنشورات مع الادعاءات بأن التكنولوجيا أصبحت سرية للغاية في الستينيات وأنها تسخدم لتوليد قوة الأجسام الطائرة المجهولة وطاقة قاذفات بي-2. وهناك أيضا بحوث وأشرطة الفيديو على شبكة الإنترنت تدعى عرض أجهزة رفع على غرار مكثف رافع يعمل في فراغ، وبالتالي لا تتلقى هذة الأجهزة الدفع من الانجراف أو من تدفق الرياح الأيونية التي تتولد في الهواء.
وقد أجريت دراسات لاحقة على عمل براون ومزاعم أخرى قادها أر-إل تالي في دراسة القوات الجوية الأمريكية عام 1990، وفي تجربة عالم ناسا جوناثان كامبل عام 2003 , ومارتن تاجمار في بحث عام 2004 . وجدوا أنه لا يمكن ملاحظة أي دسر في الفراغ وأن أجهزة براون وغيرها من أجهزة الرفع الأيوني تنتج دسر على طول محورها بغض النظر عن اتجاه الجاذبية بما يتفق مع مفعول حركيات الموائع المكهربة.

### اقتران كهرتثاقلي
في عام 1992، ادعى الباحث الروسي يوجين بودكلتنوف اكتشافها، أثناء قيامة بتجربة الموصلات الفائقة، وأن موصل فائق سريع الدوران يقلل من تأثير الجاذبية. وقد حاولت العديد من الدراسات إعادة إنتاج تجربة بودكلتنوف ودائما كانت النتائج سلبية.
اقترح نينغ لي ودوغلاس عربة، من جامعة الاباما في هانتسفيل كيف يمكن لحقل مغناطيسي يعتمد على الزمن يمكن أن يسبب يدور من أيونات شعرية في موصل جيد للكهرباء لتوليد حقل مغناطيسي تثاقلي للكشف وحقول كهروتثاقلية في سلسلة من الأبحاث المنشورة بين عامي 1991 و1993. >
في عام 1999، لي وفريقها ظهرت في ميكانيكا الشعبية، زاعما أن بناء نموذج العمل لتوليد ما وصفته بأنه «AC الجاذبية.» وقد تقدم أي دليل آخر لهذا النموذج.
وشارك دوغلاس عربة وتيمير داتا في تطوير «مولد الجاذبية» في جامعة ولاية كارولينا الجنوبية. وفقا لوثيقة مسربة من مكتب نقل التكنولوجيا في جامعة ولاية كارولينا الجنوبية، وأكد لمراسل السلكية تشارلز بلات في عام 1998، فإن الجهاز يخلق «شعاع القوة» في أي اتجاه المطلوب وأن الجامعة تخطط لبراءات الاختراع وترخيص هذه جهاز. لا مزيد من المعلومات عن هذا المشروع البحوث الجامعية أو «الجاذبية مولد» العبوة كانت من أي وقت مضى العام.

## جائزة غود
حاول معهد بحوث الجاذبية التابع لمؤسسة غود العلمية إنتاج العديد من التجارب المختلفة التي تدعي وجود أي آثار «للجاذبية المضادة». وحتى الآن فشلت جميع المحاولات التي قامت بها هذه المجموعة لرصد تأثير الجاذبية المضادة عن طريق إستنساخ التجارب السابقة. وقد عرضت المؤسسة مكافأة قدرها مليون يورو لتجربة قادرة على إثبات تأثيرها الحصري والمباشر على الجاذبية وأن تكون قابلة للتكرار وتستثنى آثار الرفع التقليدية مثل الهوائية، والمغناطيسية أو الكهربائية. .

## محاولات للإثبات التجريبي
يدعي الباحث الروسي يفغيني بودكلتنو أنه اكتشف أثناء تجربة على الموصلات الفائقة في عام 1992 أن تأثير الجاذبية يتناقص على الموصل الفائق الذي يدور بسرعة كبيرة. وقد حاول العديد من الفيزيائيين عبثًا إعادة إنتاج نتيجة بودكليتناو.
كانت هناك أيضًا مشاريع بحثية من صناعة الدفاع مثل مشروع GRASP (أبحاث الجاذبية للدفع الفضائي المتقدم) بواسطة Boeing ومشروع Greenglow بواسطة BAE Systems.
حاول معهد أبحاث الجاذبية التابع لمؤسسة جود إعادة إنتاج تجارب مختلفة من المفترض أنها تظهر تأثيرًا مضادًا للجاذبية. وفي جميع الحالات، باءت محاولات مراقبة التأثير المضاد للجاذبية بالفشل. وعرضت المؤسسة جائزة قدرها مليون يورو لإجراء تجربة قابلة للتكرار.